# Casares
Casares is een gemeente in de Spaanse provincie Málaga in de regio Andalusië met een oppervlakte van 162 km². In 2007 telde Casares 4532 inwoners.

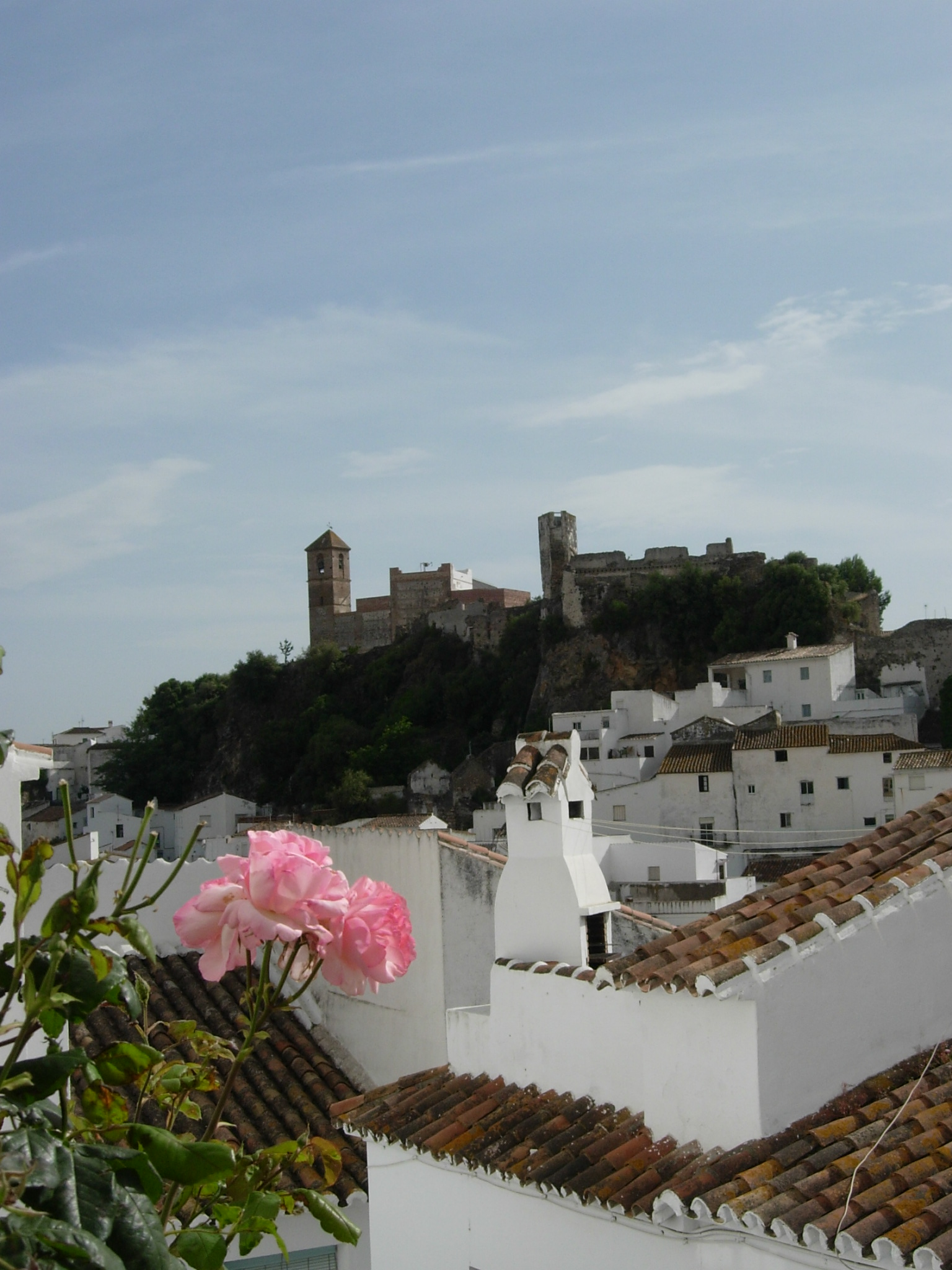
Casares

## Demografische ontwikkeling
Bron: INE, 1857-2011: volkstellingen